# Cesanese di Affile
Cesanese di Affile o Affile è un vino a DOC istituita con decreto del 30 novembre 2011 pubblicato sulla gazzetta ufficiale nº 295 del 20 dicembre 2011
prodotto nei comuni di Affile, Roiate, Arcinazzo Romano in provincia di Roma

## Vitigni con cui è consentito produrlo
- Cesanese d'Affile minimo 90%
- altri vitigni a bacca rossa idonei alla coltivazione per la Regione Lazio per non più del 10%.

## Tecniche di produzione
L'immissione al consumo è consentita non prima del 1º luglio dell'anno successivo alla vendemmia.

## Caratteristiche organolettiche
- colore: rosso rubino con riflessi violacei.
- odore: delicato, caratteristico.
- sapore: secco, morbido, armonico.

## Informazioni sulla zona geografica
Vedi: Cesanese di Affile DOC

## Storia
Il “Cesanese di Affile” è ottenuto da un vitigno autoctono originario di questo piccolo territorio di montagna e conosciuto fin dai tempi della Roma Antica, quando i coloni romani, sedotti dall'ottimo clima, si dedicarono ad un'intensa opera di disboscamento per fare spazio a splendidi vigneti, (cesae: luoghi dagli alberi tagliati).
Un vino che deliziò il palato di Papi e Imperatori e al quale furono riconosciute qualità medicamentose e addirittura soprannaturali; un prodotto della terra, che accompagnò il lento ritmo del lavoro nei campi, fornendo ispirazione a poeti e letterati. Segni tangibili di un legame antico, quasi eterno, testimoniato persino dallo stemma araldico del paese: una tralcio di vite dai grappoli neri con un aspide attorcigliato sul tronco.
Fu oggetto di gelosa cura da parte del popolo di Affile, che negli Statuti Municipali stabilì “pene severissime a chiunque avesse avuto l'ardire di recare danno alle vigne”.
Un vino la cui notorietà ha trovato eco lungo i secoli, fino a conquistare negli anni '30 del Novecento i luoghi della cultura enologica, ottenendo riconoscimenti e medaglie a Parigi, Bruxelles, Roma e Milano.
Vedi anche: Cesanese di Affile DOC
Un precedente disciplinare approvato con decreto del 29/05/1973, pubblicato sulla gazzetta ufficiale n. 225 del 31/08/1973, prevedeva:
- resa in uva = 125 q/ha
- resa in vino = 65,0%
- titolo alcolometrico naturale dell'uva = 11,5%
- titolo alcolometrico totale del vino = 12,0%
- estratto secco = 22,0‰
- vitigni consentiti:
  - Cesanese comune 0,0% – 100,0%
  - Cesanese d'Affile 0,0% – 100,0%
- Zona di produzione: comuni di Piglio, Serrone, Paliano, Anagni, Acuto, Olevano Romano, Affile.
- Caratteristiche organolettiche:
- colore: rosso rubino tendente al granato con l'invecchiamento.
- odore: delicato, caratteristico del vitigno di base.
- sapore: morbido, leggermente amarognolo.

Il successivo, approvato con decreto del 18/04/2011, pubblicato sulla gazzetta ufficiale n. 105 del 07/05/2011, prevedeva:
- resa_uva=11,0 t
- resa_vino=65%
- titolo_uva=12,0%
- titolo_vino=12,0%
- estratto_secco=22,0 g/l
- Zona di produzione: comuni di Affile, Roiate, Arcinazzo Romano.

## Abbinamenti consigliati
Piatti succulenti e speziati della cucina popolare, primi piatti con sughi a base di carne, secondi di carne rosse e suine, coniglio e agnello arrosto, costolette e braciole di maiale, formaggi e salumi stagionati..

## Produzione
Provincia, stagione, volume in ettolitri
- Roma, 2004, 25,1 hl (ca)
- Roma, 2005, 41,2 hl (ca)